# The Best of Chris Rea
The Best of Chris Rea — третий альбом-сборник Криса Ри, вышедший в 1994 году.

## Об альбоме
Песни «You Can Go Your Own Way» и переизданная «Tell Me There’s a Heaven» были выпущены синглами под конец 1994 года для рекламы этого альбома.
«Three Little Green Candles» — дополнительная композиция, выпущенная немного ранее сингла «You Can Go Your Own Way».
Сборник получил платиновый статус в Польше в 1997 году.

## Список композиций
Слова и музыка всех песен — Криса Ри, за исключением песни «If You Were Me», написанной и исполненной им совместно с Элтоном Джоном..
| №   | Название                                               | Длительность |
| --- | ------------------------------------------------------ | ------------ |
| 1.  | «The Road to Hell (Part 2)»                            | 4:32         |
| 2.  | «Josephine»                                            | 4:34         |
| 3.  | «Let’s Dance»                                          | 4:17         |
| 4.  | «Fool (If You Think It’s Over)»                        | 4:07         |
| 5.  | «Auberge»                                              | 4:45         |
| 6.  | «Julia»                                                | 3:56         |
| 7.  | «Stainsby Girls»                                       | 4:08         |
| 8.  | «If You Were Me»                                       | 4:23         |
| 9.  | «On the Beach»                                         | 6:51         |
| 10. | «Looking for the Summer»                               | 5:02         |
| 11. | «I Can Hear Your Heartbeat»                            | 3:26         |
| 12. | «You Can Go Your Own Way»                              | 3:57         |
| 13. | «God’s Great Banana Skin»                              | 4:19         |
| 14. | «Winter Song»                                          | 4:32         |
| 15. | «Gone Fishing»                                         | 4:42         |
| 16. | «Tell Me There’s a Heaven»                             | 6:02         |
| 17. | «Three Little Green Candles» (бонус некоторых изданий) | 3:42         |